# Vampire World
Pour les articles homonymes, voir The Breed.
Pour plus de détails, voir Fiche technique et Distribution.
Vampire World (The Breed) est un film américano-hongrois réalisé par Michael Oblowitz, sorti en 2001.

## Synopsis
Dans le futur, les vampires et les humains tentent de vivre ensemble. Un policier humain et un policier vampire tentent de mettre la main sur un tueur qui vide ses victimes de leur sang...

## Fiche technique
- Titre : Vampire World
- Titres alternatifs : Les Nouveaux Vampires / La Loi des vampires
- Titre original : The Breed
- Réalisation : Michael Oblowitz
- Scénario : Christos N. Gage et Ruth Fletcher
- Production : Jim Burke, Kelli Konop, Brad Krevoy, Adam Richman, Joyce Schweickert et Annette Vait
- Société de production : Motion Picture Corporation of America
- Budget : 4 millions de dollars (3 millions d'euros)
- Musique : Roy Hay
- Photographie : Chris Squires
- Montage : Matthew Booth et Emma E. Hickox
- Décors : Trae King
- Costumes : Éva Vass
- Pays de production :  États-Unis,  Hongrie
- Format : Couleurs - 1,85:1 - Dolby Digital - 35 mm
- Genre : Action, horreur et science-fiction
- Durée : 91 minutes
- Dates de sortie : 
  - États-Unis : 19 juillet 2001
  - France : 22 décembre 2005 sur Sci Fi[1]
- interdit aux moins de 12 ans

## Distribution
- Adrian Paul (VF : Pierre Dourlens) : Aaron Gray
- Bokeem Woodbine : Steve Grant
- Bai Ling : Lucy Westenra
- Péter Halász : Cross
- James Booth : Fleming
- Ming Lo : Seward
- Paul Collins : Calmet
- Debbie Javor : le chef de section
- Reed Diamond : Phil
- John Durbin : Boudreaux
- Zen Gesner : West
- István Göz : Dr. Orlock
- William Hootkins : Fusco
- Norbert Növényi : un soldat nazi
- Dianna Camacho : Dr. Bathory

## Autour du film
- Le tournage a débuté le 31 octobre 2000 et s'est déroulé à Budapest et Tura, en Hongrie.
- Le nom des différents vampires fait référence aux classiques du genre : Graf Orlok dans Nosferatu le vampire (1922), Lucy Westenra dans Dracula (1992)...